# Любек, Иоганн Генрих
Иоганн Генрих Любек (нем. Johann Heinrich Lübeck; 11 февраля 1799, Альпен — 1 января 1865, Гаага) — нидерландский композитор, скрипач, дирижёр и музыкальный педагог немецкого происхождения. Отец Луи и Эрнста Любеков, брат Фредерика Виллема Любека.
Учился у Луи Шпора, затем в Ганновере изучал игру на скрипке под руководством Людвига Маурера. Работал дирижёром в Данциге и Кёнигсберге. С 1823 г. в Нидерландах, первоначально дирижировал в Амстердаме. С 1826 г. и до конца жизни первый руководитель Гаагской консерватории, где, в частности, первым заметил и поддержал талант Иоганнеса Верхулста. С 1829 г. придворный капельмейстер; помимо прочего, давал уроки музыки принцессе Луизе.
Именем Любека названа улица (нидерл. Lübeckstraat) в Гааге.